# École de physique des Houches
L'École de physique des Houches est à l'origine une école d'été fondée en 1951 aux Houches (Haute-Savoie) par la physicienne française Cécile DeWitt-Morette. De grands noms de la physique y forment de jeunes chercheurs de toutes nationalités aux différents domaines de la physique.
L'école est créée initialement pour faire découvrir la physique moderne aux étudiants français qui, au sortir de la Seconde Guerre mondiale, accusent un très grand retard dans ce domaine. Au fil des années, l'école s'ouvre à des domaines scientifiques périphériques à la physique et met en place de nouvelles formations tout au long de l'année. Elle offre des sessions tout au long de l'année de janvier à novembre.
Plusieurs de ses élèves ont reçu par la suite de prestigieuses récompenses telles que le Prix Nobel de physique et la Médaille Fields.

## Historique
En 1951, la jeune physicienne française Cécile Morette épouse le physicien américain Bryce DeWitt. Elle se pose alors comme condition de participer à la reconstruction de la recherche et de l'éducation scientifique en France, dévastées par la Seconde Guerre mondiale. Son pays natal est notamment en retard dans l'enseignement et la pratique de la physique moderne (physique quantique, théorie de la relativité...),,.
Ainsi, en 1951, Cécile DeWitt-Morette fonde avec l'aide de subventions du ministère de l'Éducation nationale, l'École de physique des Houches, une école d'été située à quelques kilomètres de la commune de Les Houches, en Haute-Savoie, au pied du Mont Blanc,,. Le cadre grandiose de la montagne est idéal pour trouver la paix nécessaire à un travail intellectuel intense. Mais si le cadre est idyllique, les conditions de vie dans des chalets d'alpage sont spartiates. L'école propose huit semaines de cours avancés en physique théorique à une trentaine d'étudiants internationaux, majoritairement français et européens, lors des vacances d'été universitaires. Le premier cours est donné par le physicien belge Léon van Hove et porte sur la mécanique quantique,,.
L'école attire rapidement les plus grands noms de la physique moderne, comme l'italien Enrico Fermi, l'autrichien Wolfgang Pauli, et les américains Murray Gell-Mann et John Bardeen, tout comme de jeunes inconnus tels que le français Philippe Nozières et l'autrichien Walter Kohn. Plusieurs de ses étudiants, alors inconnus, obtiennent par la suite le Prix Nobel de physique comme Pierre-Gilles de Gennes, Georges Charpak et Claude Cohen-Tannoudji, ou la médaille Fields tel qu'Alain Connes. Tous témoignent de leur reconnaissance envers l'école.
En 1958, le tout nouveau Science Committee de l'Organisation du traité de l'Atlantique nord (OTAN) prend l'École de physique des Houches comme modèle pour de nombreuses autres écoles d'été à travers le monde dans le cadre de son programme Advanced Study Institutes,.
Depuis 1968, l'école est un Service Inter-Universitaire Commun à l'université Grenoble-Alpes (anciennement université Joseph-Fourier - Grenoble-I) et à l'Institut polytechnique de Grenoble.
Au fil des années, l'école a suivi les évolutions de la science et s'est ouverte aux domaines périphériques de la physique, comme les mathématiques, les sciences de la Terre, la chimie ou la biologie. En 1977, elle crée le « Centre de Physique » qui propose des conférences plus courtes et plus spécialisées tout au long de l'année. En 1988, elle crée l'« École doctorale » qui propose des formations aux jeunes chercheurs en cours de thèse, voire avant. En parallèle, l'école améliore régulièrement ses conditions d'accueil et d'hébergement par des travaux de rénovation et d'extension.
En 2013, l'École de physique des Houches organise sa 100e école d'été qui a pour thème « La cosmologie post-Planck ».

## Fonctionnement

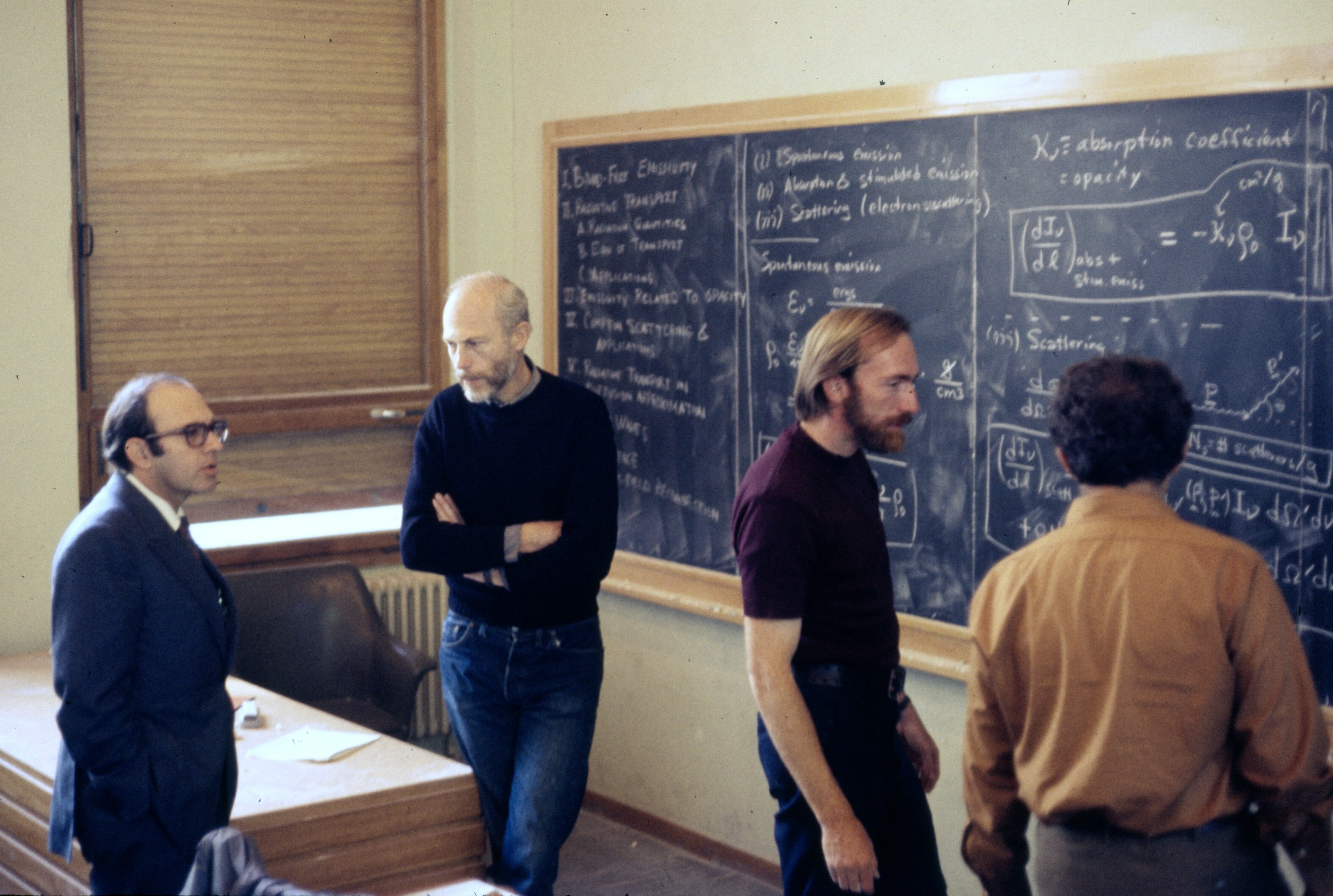
Discussion dans la salle de conférence principale pendant l'été 1972. De gauche à droite : Yuval Ne'eman, Bryce DeWitt et Kip Thorne.

### Direction
L'école est dirigé par un directeur assisté d'un directeur adjoint.  L'équipe de direction est nommée pour quatre ans par le conseil d'orientation stratégique.

#### Directeurs
- Cécile DeWitt-Morette (1951-1972)
- Roger Balian (1972-1980)[8]
- Raymond Stora (1980-1987)[9]
- Jean Zinn-Justin (1987-1995)[10]
- François David (1996-2001)[11]
- Jean Dalibard (2001-2006)[12]
- Leticia Cugliandolo (2006-2017)
- Christophe Salomon[13] (2017-2020)
- Bérengère Dubrulle (2020 - )

#### Directeurs adjoints
- Daniel Thoulouze (1971-1981) ;
- Robert Romestain (1981- 2003) ;
- Marc-Henri Julien[14] (2003-2016) ;
- Philippe Peyla[15] (depuis 2016).

### Conseil scientifique
Le conseil scientifique est composé de 15 membres nommés pour quatre ans et 7 membres de droit. 

#### Membres de droit
Les personnalités suivantes sont membres de droit du conseil scientifique :
- Président de l'université Grenoble-Alpes ;
- Président de l'Institut polytechnique de Grenoble ;
- Directeur de l'École normale supérieure de Lyon ;
- Haut-commissaire à l'énergie atomique et aux énergies alternatives ;
- Directeur général du Centre national de la recherche scientifique.

### Comité d'orientation et de surveillance
Le Comité d’orientation et de surveillance a pour vocation de valider le rapport d’activité de l’UMS, proposé par le Directeur de l’unité. Il approuve le budget de l’unité proposé par le Directeur. Il nomme les membres du Conseil scientifique, sur proposition du Conseil scientifique et du Directeur de l’unité.
Le Comité d’orientation et de surveillance composé de membres de droits, les représentants des tutelles de l’École de Physique) et de membres invités.

### Financement
L'école est subventionnée par ses tutelles : l'université Grenoble-Alpes, le Centre national de la recherche scientifique (CNRS), le Commissariat à l'énergie atomique et aux énergies alternatives (CEA), Grenoble-INP et l'ENS-Lyon. De plus, les différentes sessions sont sponsorisées.

## Formations
L'École de physique des Houches propose trois types de formations, :
- les Écoles d'été

Il y a deux écoles d'été d'une durée de quatre à cinq semaines organisées chaque année pendant les vacances d'été. Les sessions sont destinées aux jeunes chercheurs de toutes nationalités au niveau scientifique élevé, souvent en fin de thèse ou en postdoc. Elles leur permettent d'approfondir leurs connaissances ou de s'initier à un nouveau domaine de recherche. L'enseignement est dispensé par des professeurs prestigieux et chaque session donne lieu à une conférence destinée au grand public.
- les conférences et ateliers

Ils proposent des sessions d'une à deux semaines organisées toute l'année. Les sessions rassemblent des chercheurs (théoriciens et/ou expérimentateurs, débutants et/ou confirmés) autour d'un thème commun pour échanger leurs connaissances et trouver de nouvelles approches.
- les Formations doctorales

Elles rassemblent des chercheurs débutants, généralement des doctorants voire des étudiants en master. Elles leur permettent d'acquérir une culture pour situer leur travail dans un contexte plus large.

## Sessions de l'école d'été
L'École de physique des Houches propose chaque été deux écoles d'été d'une durée de quatre à cinq semaines.